# Vila Propício
Vila Propício là một đô thị thuộc bang Goiás, Brasil. Đô thị này có diện tích 2181,575 km², dân số năm 2007 là 5001 người, mật độ 2,3 người/km².